# ヴィラ・レアル
ヴィラ・レアル （Vila Real [ˈvilɐ ʁiˈal] ( 音声ファイル)）は、ポルトガル、ヴィラ・レアル県の都市。30の教区を持つ基礎自治体でもある。コルゴ川とカブリル川の合流地点を見下ろす高台の上にある。

## 気候
ヴィラ・レアルはマラン山地とアルヴァン山地に囲まれているため、気候は両極端である。冬は長く寒く、気温が0℃以下になることがある。冬に少なくとも一度は降雪が見られる。夏は非常に暑い。このような気候のため『冬が9ヶ月あり、地獄が3ヶ月ある。』とも言われている。

## 歴史
旧石器時代より人の定住があった。ローマ時代には定住地に礼拝堂があったことがわかっているが、ローマ衰退後の蛮族の侵入、ムーア人の半島征服で人口は激減した。
1096年、ポルトゥカーレ伯エンリケは、この地域への再移住を促進するためコンスタンティン・デ・パノイアスに憲章を授けた。アフォンソ3世が新たな憲章を授けた際にはヴィラ・レアル・デ・パノイアス（Vila Real de Panóias）が建設されていたとみなされているが、正式な発祥はディニス1世が憲章を授けた1289年となっている。
ヴィラ・レアルはポルト＝ブラガンサ間、シャーヴェス＝ヴィゼウ間の交通路上の好適地であった。19世紀には町の地位を獲得し、20世紀には県都となった。1922年には司教座が開設され、1925年には都市に昇格した。1986年、トラス＝オス＝モンテス・エ・アルト・ドウロ大学が開校した。

## 姉妹都市
- オウレンセ、スペイン
- エスピーニョ、ポルトガル
- オエイラス、ポルトガル
- ポルティマン、ポルトガル

## 出身の著名人
- シマン・サブローザ